# Maurice Clerc (organiste)
Pour les articles homonymes, voir Maurice Clerc (mathématicien) et Clerc.
Maurice Clerc, né en 1946 à Lyon, est un organiste français.

## Biographie
Maurice Clerc a étudié à l'École normale de musique de Paris avec Suzanne Chaisemartin, puis au Conservatoire national supérieur de musique de Paris où il obtint, en 1975, un premier prix d'orgue dans la classe de Rolande Falcinelli. Tout en poursuivant ce parcours en interprétation avec Gaston Litaize, il fréquenta, pendant plusieurs années, les cours d'improvisation de Pierre Cochereau à l'Académie internationale de Nice. Il remporta le prix d'improvisation au concours international de Lyon en 1977.
Maurice Clerc a donné environ 1 000 récitals dans plus de vingt-trois pays dont 24 tournées en Amérique du Nord (États-Unis et Canada). Parcourant quatre continents depuis trente années, il joue dans des lieux prestigieux parmi lesquels la cathédrale Notre-Dame de Paris, la cathédrale Saint-Patrick de New York, le Dom de Lübeck, la basilique Saint-Marc de Venise, l'Oratoire Saint-Joseph de Montréal, la cathédrale Saint-Paul de Melbourne, l'auditorium de la NHK de Tokyo ou le Cultural Center de Hong Kong. En 1987, il est invité à donner deux des concerts d'inauguration du grand-orgue Flentrop du nouvel auditorium de Taipei. En 1999, il se rend à Séoul pour la convention des organistes. Cette carrière internationale le conduit à se produire dans des festivals renommés tels Bruges, Ravenne, Madrid, Morelia, Saint-Eustache de Paris, Milstatt, Francfort, Budapest, Luxembourg, Nouvelle-Zélande, Buenos Aires et Montevideo.
Nommé organiste titulaire de la cathédrale Saint-Bénigne de Dijon en 1972, il a été durant trente-trois ans professeur au conservatoire à rayonnement régional de Dijon et durant vingt ans fut chargé de cours à l'université.
Maurice Clerc a enregistré de nombreux disques consacrés à Bach et aux maîtres baroques allemands, mais considéré comme l'un des spécialistes de la musique française des XIXe et XXe siècles, il s'est attaché à graver des œuvres majeures de Franck, Vierne, Dupré, Fleury, Langlais et plus récemment Cochereau.